# NAIA Division I 2000 (pallavolo maschile)
La NAIA Division I 2000 si è svolta dal 14 al 15 aprile 2000: al torneo hanno partecipato 6 squadre di pallavolo universitarie e la vittoria finale è andata per la prima volta al Columbia College.

## Squadre partecipanti
- California Baptist
- Columbia College
- Lindenwood
- Marycrest International
- Park
- Tri-State

## Torneo

### Girone A

#### Risultati
| 14 aprile 2000 -, Kansas City | Columbia College | 3 - 2 | Park       |                          |
| 14 aprile 2000 -, Kansas City | Lindenwood       | 3 - 1 | Park       | 11-15, 15-8, 15-11, 15-9 |
| 14 aprile 2000 -, Kansas City | Columbia College | 3 - 0 | Lindenwood | 15-5, 15-8, 15-10        |

#### Classifica
| Pos. | Squadra          | Pt | G | V | P | SV | SP | Ratio | PF | PS | Ratio |
| ---- | ---------------- | -- | - | - | - | -- | -- | ----- | -- | -- | ----- |
| 1    | Columbia College | 5  | 2 | 2 | 0 | 6  | 2  | 3,000 | -  | -  | -     |
| 2    | Lindenwood       | 3  | 2 | 1 | 1 | 3  | 4  | 0,750 | -  | -  | -     |
| 3    | Park             | 1  | 2 | 0 | 2 | 2  | 6  | 0,333 | -  | -  | -     |

### Girone B

#### Risultati
| 14 aprile 2000 -, Kansas City | Tri-State               | 3 - 2 | California Baptist      |  |
| 14 aprile 2000 -, Kansas City | Marycrest International | 3 - 0 | Tri-State               |  |
| 14 aprile 2000 -, Kansas City | California Baptist      | 3 - 0 | Marycrest International |  |

#### Classifica
| Pos. | Squadra                 | Pt | G | V | P | SV | SP | Ratio | PF | PS | Ratio |
| ---- | ----------------------- | -- | - | - | - | -- | -- | ----- | -- | -- | ----- |
| 1    | California Baptist      | 4  | 2 | 1 | 1 | 5  | 3  | 1,666 | -  | -  | -     |
| 2    | Marycrest International | 3  | 2 | 1 | 1 | 3  | 3  | 1,000 | -  | -  | -     |
| 3    | Tri-State               | 2  | 2 | 1 | 1 | 3  | 5  | 0,600 | -  | -  | -     |

### Semifinali
| 15 aprile 2000 -, Kansas City | California Baptist | 3 - 0 | Lindenwood              | 15-13, 15-6, 15-10 |
| 15 aprile 2000 -, Kansas City | Columbia College   | 3 - 0 | Marycrest International |                    |

### Finale
| 15 aprile 2000 -, Kansas City | Columbia College | 3 - 0 | California Baptist |  |

## Premi individuali
| Premio              | Giocatore    | Squadra            |
| ------------------- | ------------ | ------------------ |
| MVP                 | ?            | ?                  |
| All-Tournament Team | Mark Pozsgai | California Baptist |
| All-Tournament Team | Rafael Paal  | California Baptist |
| All-Tournament Team | ?            | ?                  |
| All-Tournament Team | ?            | ?                  |
| All-Tournament Team | ?            | ?                  |
| All-Tournament Team | ?            | ?                  |